# Heteropoda boutani
Heteropoda boutani là một loài nhện trong họ Sparassidae.
Loài này thuộc chi Heteropoda. Heteropoda boutani được Eugène Simon miêu tả năm 1906.